# Zirkuh (ö)
Zirkuh (arabiska: زركوه) är en ö i Förenade arabemiraten. Den hör till emiratet Abu Dhabi, och ligger cirka 140 km nordväst om huvudstaden Abu Dhabi.
Zirkuh domineras av oljeindusti, där verksamheten sköts av Zakum Development Company (ZADCO), som är en del av Abu Dhabi National Oil Company (ADNOC). Årligen hanteras omkring 300 oljetankrar vid ön.
På ön finns även Zirkuhs flygplats.